# You & Me (EP)
You & Me es un EP del grupo surcoreano KARD, lanzado el 21 de noviembre de 2017.

## Antecedentes
KARD comenzó a liberar fotos misteriosas en sus redes sociales a principios del mes de noviembre, con la fecha de lanzamiento del EP y una de ellas tenía el nombre de este y de una canción, hasta que el 8 de noviembre fue finalmente anunciado el nombre y lista de canciones de "You & Me" vía las redes sociales del grupo.

## Lista de canciones
- Edición digital

| "You & Me " |                                  |                    |                                              |          |  |
| N.º         | Título                           | Escritor(es)       | Música                                       | Duración |  |
| 1.          | «Into You»                       | Nassun, BM, J.seph | Nassun, Blackpillz, e.one, Dono, S.Rodríguez | 3:32     |  |
| 2.          | «Trust Me» (J.seph & Jiwoo ver.) | Nassun, J.seph     | Nassun, DALGUI                               | 4:22     |  |
| 3.          | «Push & Pull»                    | Nassun, BM, J.seph | Nassun, J-Path, Blackpillz                   | 3:17     |  |
| 4.          | «지니까» ((Jinikka; Because))    | Nassun, BM, J.seph | Nassun, Blackpillz                           | 3:42     |  |
| 5.          | «You In Me»                      | Nassun, BM, J.seph | Nassun DALGUI                                | 3:23     |  |
| 6.          | «Trust Me» (BM & Somin ver.)     | Nassun, BM         | Nassun DALGUI                                | 4:36     |  |
| 22:52       |                                  |                    |                                              |          |  |

- Edición física

| "You & Me " |                            |                    |                                              |          |  |
| N.º         | Título                     | Escritor(es)       | Música                                       | Duración |  |
| 7.          | «Into You» (Instrumental)  |                    | Nassun, Blackpillz, e.one, Dono, S.Rodriguez | 3:32     |  |
| 8.          | «You In Me» (Instrumental) |                    | Nassun, DALGUI                               | 3:23     |  |
| 9.          | «Trust Me» (Kard ver.)     | Nassun, BM, J.seph | Nassun, DALGUI                               | 4:36     |  |
| 34:23       |                            |                    |                                              |          |  |

## Posicionamiento en listas

### Listas semanales
| Lista (2017)                      | Mejor posición |
| --------------------------------- | -------------- |
| Corea del Sur (Gaon Album Chart)  | 8              |
| US World Albums (Billboard)       | 4              |
| US Heatseekers Albums (Billboard) | 17             |

## Historial de lanzamientos
| País          | Fecha                   | Formato          | Distribuidor |                         |    |
| ------------- | ----------------------- | ---------------- | ------------ | ----------------------- | -- |
| Corea del Sur | 21 de noviembre de 2017 | Descarga digital | DSP Media    |                         |    |
| Corea del Sur | 21 de noviembre de 2017 | Descarga digital | DSP Media    | 22 de noviembre de 2017 | CD |